# Усман дан Фодіо
Усман дан Фодіо (15 грудня 1754 — 20 квітня 1817) — державний та військовий діяч народу фульбе, ісламський письменник, поет, релігійний діяч, засновник Сокотоського халіфату.

## Життєпис

### Молоді роки
Походив з фульбського роду Торонкава. Про його походження свідчить прізвисько - дан Фодіо, що означає «син освіченої людини».  Син Мухаммаду, відомого малама (вчителя Корану), і Маймуна Хавви зосвіченої фульбської родини.  Народився в Гобір (територія нинішньої Північної Нігерії), в невеликому селі Маратта в грудні 1754 року. За переказами, предки Усмана переселилися до Гобіру з Адара.
Дитинство і юність пройшли в селі Дегель поблизу міста Бирине-Конні, де займався у маламів. Вивчивши під керівництвом батька Коран, він почав життя мандрівного учня, старанно вивчаючи основи богослов'я і арабської культури. Великий вплив на юнака здійснив малам Джибріл бен Умар, що наводив страх на місцевих жителів постійними закликами до джихаду. Усман дан Фодіо вивчив тафсір (тлумачення Корану), хадіси (вислови пророка Мухаммада), сірру (життєпис Мухаммада), фікх, арабську мову, математику і астрономію. Період навчання завершився хаджем до Мекки і Медини.

### Вчителювання
Близько 1774 року Усман повернувся до Гобіру і сам почав викладати основи коранічні знання. Гарна ісламська освіта, рідкісне красномовство і релігійне завзяття дозволили йому швидко зібрати навколо себе велику кількість учнів та послідовників. До кінця 1780-х років їх налічувалося понад 1000 осіб. Після того як Бава, емір Гобіра, віддав йому на виховання свого сина Юнфу, число його послідовників багаторазово збільшилося.

### Боротьба з хауса
Після смерті Бави і його брата Якуби Усман домігся, щоб еміром Гобіра оголосили його вихованця Юнфу. Той став правити з 1802 року. В цей час Усман користувався величезним впливом на справи. Юнфа уважно прислухався до всіх його порад. Втім невдовзі між ними стався розрив, причиною якого було непокора Усмана владі Юнфу. Усман дан Фодіо оголосив себе посланцем пророка Мухаммеда. Внаслідок чого почалася боротьба проти Юнфу. В результаті у битві 21 лютого 1804 року прихильники дан Фодіо завдали військам Юнфу поразки, але не зуміли закріпитися в Годірі. Їх базою  стало місто Гуду.
Усман дан Фодіо оголосив, що метою його боротьби є повернення до суворої моралі, до істинного Корану і суни, а також відновлення централізованої держави в його первісній чистоті і простоті. Він прямо звинуватив хауса в тому, що вони зрадили ісламу, постійно порушують мусульманські правові норми, слідують анімістичним традиціям і роблять поганські ритуали.
У червні 1804 року відбулася нова битва біля озера Квотто, неподалік від злиття річок Сокото і Рима. Погано озброєні повстанці змусили рятуватися втечею загін важкої кавалерії Юнфу. Перемога надихнула всіх супротивників еміра. На бік Усмана перейшли місцеві племена суллебава, а також жителі Замфара, давніх ворогів Годіру. Армія Усмана рушила в сусідню з Гобіром країну Кеббі, де йому надали підтримку. Восени Усман почав наступ на столицю Гобіра - Алькалаву. Втім дан Фодіо зазнав тяжкої поразки, загинуло понад 2 тис. повстанців, зокрема багато родичів Усмана дан Фодіо.
Втім, релігійне завзяття його сподвижників від цього не поменшало. У 1805 році Усман рушив у бік Кеббі. Місцеві хауса надали фульбе запеклий опір, але зазнали поразки. Після падіння їх столиці Бірнін-Кеббі майже все населення втекло вгору річкою Кеббі. Повстанці-фульбе зміцнилися в районі міста Гванду, створивши тут свою постійну базу. Звідси вони стали здійснювати походи в різні міста-держави хауса. У 1805 році було захоплено емірат Кацина, в 1807 році впав Кано, в 1808 році під владу фульбе перейшла Заззау (Зарія). Тим часом Юнфа, об'єднавшись з емірами Замфара, Кеббі і вождями туарегів, зібрав нову армію. Вирішальна битва відбулася 1806 року неподалік від Гванду, поруч з містечком Альвасса. Воїни Усмана були притиснуті до Гванди, але зуміли зібратися з силами і відкинули ворога. Після цього війна перемістилася на землю Гобіра. У 1808 році в одному з боїв загинув Юнфа. У тому ж році фульбе захопили і зруйнували Алькалаву.
В результаті гегемонія Гобіра впала, незалежні держави хауса припинили своє існування. На їх місці виникло  теократична державу, відоме пізніше в історії як халіфат Сокото. Його верховним релігійно-політичним очільником (аміром аль-мумініном) було оголошено Усман дан Фодіо.

### На чолі держави
Усман дан Фодіо створив потужну державу. Адміністративно він поділив її на 14 намісництв на чолі із нуввабами (в подальшому стали зватися емірами) відповідно до шаріатського правом (на основі маликітського мазхаба). 1812 року розділив халіфат Сокото на західний і східний, де правили родичі Усмана — брат Абдуллах і син Мухаммед відповідно. Також багато уваги приділяв ісламській освіті населення. Втім у 1815 році відійшов від активної політичної діяльності і в останні роки вів замкнутий спосіб життя. Помер Усман в квітні 1817 року в Сокото, резиденції свого сина Мухаммада Белло.

## Творчість
Йому належало чимало пісень, зокрема написана арабською «Касіда ал-кадирія». Загальний доробок становить 480 поем мовою фульбе, хауса, арабською. Також є автором численних трактатів (за різними оцінками до 50) на ісламську тематику. Є автором політичного трактату, де наполягав на необхідності зміни володаря, виборність його членами релігійної громади, оголошувалася терпимість, справедливість і милосердя, які необхідні для правителя й чиновників. Найбільш важливою роботою прийнято вважати книгу «Іх'я ас-Сунна ва іхмад аль-біда».